# Syndicalisme enseignant au Sénégal
Vous pouvez aider à l'améliorer ou bien discuter des problèmes sur sa page de discussion.
- Il ne cite pas suffisamment ses sources. Vous pouvez indiquer les passages à sourcer avec {{référence nécessaire}} ou {{Référence souhaitée}}, et inclure les références utiles en les liant aux notes de bas de page. (Marqué depuis mai 2017)
- Il n’est pas rédigé dans un style encyclopédique. (Marqué depuis mai 2017)

- Archive Wikiwix
- Bing
- Cairn
- DuckDuckGo
- E. Universalis
- Gallica
- Google
- G. Books
- G. News
- G. Scholar
- Persée
- Qwant
- (zh) Baidu
- (ru) Yandex
- (wd) trouver des œuvres sur Wikidata

Le syndicalisme enseignant est l'incarnation des organisations professionnelles regroupant des travailleurs qui évoluent dans le secteur de l'éducation du préscolaire au supérieur en passant par l'élémentaire et le moyen secondaire. 
Au Sénégal, ces organisations communément appelées « syndicats de l'enseignement » sont de tout temps comptables dans le système éducatif, pourtant miné par des crises et des réformes cycliques. Et cela explique l'implication et la responsabilité de chacun, même si l'État et ces syndicats sont les seuls indexés pour des solutions durables à l'instabilité du système.
Face aux défis de ces dernières décennies, dans un contexte de remise en question du niveau de performance de la politique éducative au Sénégal, alors interviennent les rapports État–syndicats, souvent déterminants pour le progrès et pour les perspectives nouvelles.

## Historique
Le Sénégal est l'une des plus anciennes démocraties d'Afrique de l'Ouest en matière de syndicalisme[réf. souhaitée]. Si on remonte le temps, on découvre les faits relatés au sujet des premières grèves déclenchées par les cheminots du Sénégal et les ouvriers guinéens en 1912. Cette tradition de « démocratie syndicale » qui affecte aussi bien la classe ouvrière que le milieu enseignant n'est, aujourd'hui comme dans le passé, que la face cachée des différentes idéologies politiques héritées du colonialisme.[réf. souhaitée]
En effet, durant les conflits des deux guerres mondiales, l'Afrique était sous la domination coloniale et était plutôt préoccupée sur le terrain politique où s'aventuraient toutes les composantes de la société aspirant à l'auto-détermination des peuples. C'est dans les années 1950 que le mouvement syndical a connu une évolution en Afrique avec la gestation de formations engagées et soutenues par les partis politiques, les intellectuels, les étudiants, les jeunes, les travailleurs et les femmes pour l'émancipation du continent.                                           
En 1954, sous l'aile de l'Union démocratique des travailleurs du Sénégal (UDTS), on vit s'affirmer au Sénégal le premier syndicat unitaire : le Syndicat Unique de l'Enseignement Laïc (Suel). L'éveil des consciences et le dynamisme d'un syndicalisme combatif qui sont allés au-delà de l'Indépendance en 1960, ayant su donner la primauté aux intérêts professionnels dans le corps enseignant, n'ont pas tout de même échappé aux querelles de positionnement. Par le truchement des incursions politiques à l'exemple des centrales syndicales de la métropole comme la CGT communiste et la CFDT socialiste, , etc., le destin du syndicalisme enseignant au Sénégal est scellé entre les courants idéologiques venus des grandes puissances de la guerre froide (1947-1991).
À l'heure des revendications pour de meilleures conditions de vie et de travail, la répression prit le pas sur la négociation poussant alors le pouvoir à créer sa propre formation, le Syndicat National des Enseignants de l'Élémentaire (Sneel), s'efforçant ainsi à diviser pour mieux régner,.

## Présentation
Le syndicalisme enseignant au Sénégal trouve son fondement dans les conventions internationales définies par l'Organisation internationale du travail (OIT) et les dispositions internes en vigueur dans le Code du travail. Selon l'institution spécialisée de l'Organisation des Nations unies (ONU), la liberté d'expression et d'association  est la lanterne du principe de la liberté syndicale qu'exige le monde du travail pour un progrès social soutenu. En même temps, elle suppose la revendication professionnelle par l'action syndicale qui force la reconnaissance constitutionnelle des droits syndicaux corollaires aux droits civils et politiques.
Au Sénégal, bien que le front social soit en mouvement perpétuel, l'action syndicale pour la défense collective des intérêts professionnels des enseignants s'amenuise car ne s'écartant pas des tentations de compromissions vis à vis des pouvoirs publics, elle s'éloigne de plus en plus du compromis en tant que mode classique de règlement des conflits entre partenaires sociaux. En outre, ce tableau clair-obscur des rapports « État/syndicats » dépeint la crise intermittente qui secoue le système éducatif entraînant par conséquent la baisse du niveau de performance malgré les réformes connues. Souvent, tout fait croire à l'amateurisme mais surtout au manque de confiance mutuelle des acteurs dans la recherche de solutions face aux défis actuels que sont les objectifs du millénaire pour le développement.
Cependant, des stratégies semblent émerger de l'esprit des responsables pour accentuer la négociation collective par la promotion du dialogue social. C'est l'une des prérogatives sans lesquelles le syndicalisme enseignant au Sénégal ne pourrait connaître la rupture et renouer avec le dynamisme progressif qu'on lui reconnaît. Cette tendance à déterminer les droits syndicaux et de concéder un crédit aux organisations professionnelles s'étouffe le plus fréquemment sous le poids des considérations d'ordre politiciennes alors qu'il s'agit là d'amener la communauté à faire un jugement positif de l'action syndicale afin que l'on puisse s'acheminer vers les transformations sociales attendues en matière d'Éducation et de Formation.
L'exercice de la liberté d'expression ne se limitant pas à la seule revendication professionnelle par la grève, devrait néanmoins permettre davantage  aux enseignants ou organisations d'enseignants de participer activement à la mise en œuvre des actions pour l'amélioration des conditions de travail, l'organisation du travail, la qualité de l'offre éducative... En réalité, la loi no 97-17 du 1er décembre 1997 portant l'actuel Code du travail qui s'inspire des conventions internationales et des principes constitutionnels du droit syndical, continue de soulever des débats stériles quant à la liberté syndicale, appui inconditionnel qui restaure en permanence la dignité humaine.

## Évolution
Au lendemain de l'indépendance le système éducatif au Sénégal n'a pas connu d'évolution jusqu'en mai 1968 avec la mémorable révolte estudiantine qui a failli basculer le régime de Senghor. C'est dans la foulée que le mouvement syndical rejoigne les étudiants de l'Université de Dakar qui réclamaient de meilleures conditions d'études. Déterminés dans la solidarité active, la Confédération nationale des travailleurs du Sénégal (CNTS), les syndicats d'enseignants, les partis politiques, les étudiants et les mouvements démocratiques de l'époque ont du recourir à la grève générale. Après des émeutes suivies d'arrestations de leaders syndicaux, le bras de fer entre autorités et manifestants s'est poursuivi pour finalement obliger le Gouvernement à négocier des accords. Par conséquent, les grandes crises débouchent le plus souvent sur des réformes. Dès lors, les orientations de l'École qui ne correspondaient plus aux aspirations des sénégalais ont été remises en question d'où le recadrage du système avec la première réforme post–coloniale de 1971.

### Les syndicats et le système éducatif au Sénégal
Au Sénégal, les syndicats se sont regroupés dans des cadres unitaires à dénomination variable et jouent un rôle important dans le       système éducatif. Par ailleurs, le syndicalisme enseignant à l'Université n'est pas en reste en fonction des tâches, des connaissances et des compétences indispensables à ce niveau d'enseignement sans compter les multiples bouleversements entraînés par la réforme d'avec le système LMD (Licence-Master-Doctorat).
De nos jours[évasif], la floraison de syndicats fortifie la capacité d'organisation des enseignants pour la défense de leurs intérêts légitimes et pour l'étude des difficultés propres à l'École sénégalaise. Elle permet, en outre, d'instaurer la « démocratie » et d'asseoir un cadre de réflexion féconde malgré les critiques faciles des pourfendeurs du système. Toutefois, la question de la représentativité syndicale dans le secteur de l'Enseignement est plus que problématique. D'un intérêt certain, celle-ci constituera sans doute un début de solution dans les relations entre les syndicats et les pouvoirs publics en facilitant le processus devant aboutir à la satisfaction des plates-formes revendicatives.
Des États généraux de l'Éducation en 1981 aux Assises nationales de l'Éducation en 2014, le système scolaire et universitaire a traversé des crises cliniques et des mutations majeures jalonnées de programmes réformistes censés garantir la qualité. Certes des efforts ont été faits par l'État pour une meilleure prise en charge des problèmes de l'École mais les réformes aussi bien administratives que pédagogiques ont toujours fait face aux obstacles récurrents de l'application des mesures d'accompagnement.
L'heure n'étant plus à l'accès et au maintien des enfants à l'école récemment pilotés dans le Programme Décennal de l'Éducation et de la Formation (PDEF), la question de la qualité intéresse au premier plan les enseignants, raison pour laquelle les décideurs politiques ne devraient ni les snober ni les dévaloriser quant à leur implication dans les changements en cours comme ceux inscrits dans le Programme d'Amélioration de la Qualité, de l'Équité et de la Transparence (PAQUET).
Les vraies questions de l'École ont–elles été posées lors des différentes discussions ? La question elle - même reste entière sachant que les enseignants campent dans la logique de confrontation pour la raison de non application des protocoles d'accord par le Gouvernement.
Du fait de la nécessité d'une mise à jour des connaissances par rapport à l'évolution du monde, le Curriculum de l'Éducation de Base (CEB) axé sur l'approche par les compétences a été généralisé dans l'Élémentaire et le Moyen Secondaire en 2010. Cette réforme logée dans la même enseigne que les programmes traditionnels, devrait mettre l'accent sur les dispositions favorables au progrès de l'enseignement par la formation continue des enseignants et par l'octroi de moyens financiers conséquents à son  application efficace et efficiente. Bref, beaucoup reste à faire pour parfaire le système. Peu importe les stratagèmes, il n'existe pas de querelle de programmes, seules les conditions de travail améliorées peuvent produire de la qualité. Et cela dépendra d'une gestion rigoureuse et transparente du budget alloué au secteur mais aussi de l'étroite coopération qui doit s'établir entre les autorités compétentes et les organisations syndicales.
Il en est de même concernant les réformes universitaires qui, habituellement, ne se font pas sans heurts. En dépit des grandes orientations de la réforme de l'Enseignement supérieur initiées par l'État depuis 2013, les Universités publiques peinent à retrouver un climat social propice aux études et à la recherche.
En fin de compte la somme des efforts consentis par l'État sénégalais et l'ensemble des contributions des syndicats pourraient servir à freiner la démotivation de l'enseignant et à lutter contre le phénomène de la déperdition scolaire à travers la bonne gouvernance de l'École, levier incontournable pour un système performant socle d'un développement durable.

### Résultats des actions menées pour le progrès social
Le répertoire des actions menées pour rééquilibrer le système éducatif est bien fourni mais les résultats obtenus sont actuellement très mitigés compte tenu de l'importance du secteur.
La création d'écoles, de collèges, de lycées et d'universités aussi bien dans le public que dans le privé n'a pas convaincu l'opinion malgré le rôle déterminant que jouent les infrastructures scolaires. Force, néanmoins est de reconnaître le succès enregistré dans la scolarisation des enfants en âge d'être inscrits au cours d'initiation. La campagne de la SCOFI (La scolarisation des filles), ayant su relever le TBS (taux brut de scolarisation) après avoir marqué les esprits, est réussie à plus de 95 %.
Pour juguler les effets collatéraux de la poussée démographique et de l'ajustement structurel des années 90, l'avènement des corps émergents en 1995 (volontaires, vacataires et autres) dans l'Enseignement, a permis de répondre à une grave crise de recrutement d'enseignants même si les syndicats s'y étaient opposés. En effet, avaient-ils raison ? les conséquences engendrées par cette option au détriment des enseignants sortants des écoles de formation classiques (Écoles normales ou EFI) ont été dévastatrices car constituant les germes d'une école mal au point où les statuts des agents de l'État se bousculent sans harmonie, où les résultats scolaires sont en baisse de performance. Cette mesure exceptionnelle de combler le gap pour un personnel enseignant en deçà des besoins et imposée par les bailleurs, a fini par plomber le système d'une crise lancinante. Les doléances de ces enseignants des corps émergents, en référence aux recommandations de l'OIT/UNESCO de 1966, sont concevables et s'articulent autour des questions d'avancement, de validation de quelconque année, de titularisation , de reclassement dans le corps des fonctionnaires, etc.
Dans le même ordre d'action, le besoin en formation et de mise à niveau accentué par le nouveau curriculum est sans appel. L'appropriation des différents aspects de la pédagogie de l'intégration étant une véritable casse-tête chez la majeure partie des enseignants, un recyclage en masse semble être une priorité pour l'État.
Avec le concours des organisations syndicales, l'amélioration de la qualité professionnelle des enseignants par un vaste réseau de formation et de perfectionnement incitatif assurerait la longue marche vers le progrès.

### Perspectives vers un syndicalisme de rupture
Les relations Gouvernement et syndicats de l'enseignement sont de plus en plus ardues. Depuis toujours, chacune des parties cherche à repousser le tort vers l'autre, ce qui rend naturellement difficiles les négociations et hypothèque l'espoir d'un consensus.
La genèse des syndicats fait qu'il ait fondamentalement des différences d'idéologies entre organisations. Étant issues d'une scission à connotation politique, celles considérées comme les plus représentatives, ne favorisent guère le bon fonctionnement du Comité National pour le Dialogue Social en y allant en rangs dispersés, des intérêts crypto-personnels en bandoulière. Il s'y ajoute que l'économie d'une organisation de nouvelles élections de représentativité ne fera qu'enfoncer le syndicalisme enseignant dans des lendemains d'incertitudes.
De la charge qui émane des autorités, le respect des modalités et des échéances pour l'application des accords signés demande de la rigueur dans la gouvernance de l'École.